# Mesochorus argentinicus
Mesochorus argentinicus là một loài tò vò trong họ Ichneumonidae.